# Вільямсбург (Массачусетс)
Вільямсбург (англ. Williamsburg) — місто (англ. town) в США, в окрузі Гемпшир штату Массачусетс. Населення — 2504 особи (2020).

## Демографія
Згідно з переписом 2010 року, у місті мешкали 2482 особи в 1118 домогосподарствах у складі 670 родин. Було 1183 помешкання
Расовий склад населення:
| - 96,9 % — білих - 0,8 % — азіатів - 0,3 % — чорних або афроамериканців - 0,1 % — корінних американців |

До двох чи більше рас належало 1,3 %. Частка іспаномовних становила 2,0 % від усіх жителів.
За віковим діапазоном населення розподілялося таким чином: 18,5 % — особи молодші 18 років, 66,5 % — особи у віці 18—64 років, 15,0 % — особи у віці 65 років та старші. Медіана віку мешканця становила 47,6 року. На 100 осіб жіночої статі у місті припадало 84,7 чоловіків;  на 100 жінок у віці від 18 років та старших — 84,2 чоловіків також старших 18 років.
Середній дохід на одне домашнє господарство  становив 95 455 доларів США (медіана — 75 405), а середній дохід на одну сім'ю — 122 884 долари (медіана — 94 167). Медіана доходів становила 67 552 долари для чоловіків та 43 235 доларів для жінок. За межею бідності перебувало 10,8 % осіб, у тому числі 18,0 % дітей у віці до 18 років та 2,0 % осіб у віці 65 років та старших.
Цивільне працевлаштоване населення становило 1434 особи. Основні галузі зайнятості: освіта, охорона здоров'я та соціальна допомога — 36,9 %, науковці, спеціалісти, менеджери — 15,5 %, мистецтво, розваги та відпочинок — 8,6 %, будівництво — 8,3 %.